# Aarão de Ragusa
Aarão ben David Cohen, também conhecido como Aarão de Ragusa (Dubrovnik, antes de 1586 — Dubrovnik, março de 1656), foi um rabino e escritor croata.

## Biografia
Sua família provinha de Florença, e originalmente tinha Lunelli por sobrenome, sendo Cohen um apelido que significa serem descendentes de sacerdotes. Aarão nasceu em Ragusa, hoje Dubrovnik, filho de David Cohen e Reina, filha do rabino Salomon Oëf. Aarão estudou em Ragusa com seu avô Salomon, a quem sempre demonstrou gratidão, e com o rabino Perahia Formon, um especialista na língua hebraica e intérprete oficial da comunidade. Depois Cohen se dirigiu a Veneza, ingressando na Escola Levantina, que reunia judeus turcos, onde distinguiu-se pelo seu vasto conhecimento e seus dotes de oratória. Voltando a Ragusa, tornou-se o diretor da sinagoga, além de dirigir o comércio da família com seu irmão Eleazar e outro sócio. A firma tornou-se a maior iniciativa comercial de Ragusa, estabelecendo negócios com todas as principais casas dos Bálcãs, e estendendo-se para Sofia, Belgrado e Itália.
Quando Isaac Yešurún foi preso, falsamente acusado de cometer um assassinato ritual, caso que convulsionou a comunidade, desencadeando uma perseguição maciça aos judeus, Cohen foi acusado de estar envolvido, mas de acordo com Moisés Orfali, seu grande prestígio entre as autoridades cristãs preservou-o de ser maltratado na prisão, e fez com que fosse logo liberto. Yešurún permaneceu quase três anos prisioneiro, período em que foi torturado, mas depois foi inocentado e liberto, e em ação de graças Cohen compôs o hino o En ke-El Yešurún. Este hino permaneceu sendo recitado por muitas gerações na sinagoga local.
"Rabino devoto e culto", conforme disse Moritz Bermann, deixou sermões, comentários e obras históricas. Em seu testamento deixou instruções para a publicação de sua obra Zeḳan Aharon (uma coletânea de comentários e homilias sobre a Bíblia e o Talmude que se tornou popular), de uma narrativa apologética sobre Isaac Yešurún intitulada Ma'asé Yešurún, e de uma obra de seu avô intitulada Semen ha-Tob, desejando que fossem distribuídas em Veneza, Sofia, Roma, Amsterdã, Jerusalém e outras cidades alemãs e italianas. Elas foram efetivamente publicadas juntas em Veneza em 1657.
Moisés Orfali diz que Cohen foi figura de grande espiritualidade e conhecimento, e em seus escritos se manteve fiel às fontes do judaísmo. Seu testamento é notável por expressar a preocupação de que seu legado permanecesse acessível mesmo para pessoas de poucas posses. No século XVII tinha muita fama e autoridade localmente e em particular entre os judeus italianos. Foi biografado pelo dominicano Serafin Crijević no século XVIII, sendo qualificado como uma das grandes personalidades da história de Dubrovnik. Para Tadić Jorjo, Cohen foi o mais notável judeu de sua geração. Teve os filhos David, Aarão e Ester.